# Stuart Young-Black
Stuart Ian Laurent Young-Black (21 de julio de 1959) es un jinete canadiense que compitió en la modalidad de concurso completo. Ganó una medalla de plata en los Juegos Panamericanos de 1987, en la prueba por equipos.

## Palmarés internacional
| Juegos Panamericanos | Juegos Panamericanos          | Juegos Panamericanos | Juegos Panamericanos |
| Año                  | Lugar                         | Medalla              | Categoría            |
| -------------------- | ----------------------------- | -------------------- | -------------------- |
| 1987                 | Indianápolis (Estados Unidos) | Medalla de plata     | Por equipos          |